# Zelotes kimi
Zelotes kimi este o specie de păianjeni din genul Zelotes, familia Gnaphosidae, descrisă de Paik în anul 1992. Conform Catalogue of Life specia Zelotes kimi nu are subspecii cunoscute.